# Japan Post Insurance
Japan Post Insurance Co., Ltd. (japanska: 株式会社かんぽ生命保険) är ett japanskt försäkringsbolag som bildades 1 oktober 2007 när regeringen Koizumi valde att privatisera försäkringsbolaget Kampo Life Insurance. De erbjuder sina kunder olika försäkringslösningar, främst livförsäkringar.
Försäkringsbolaget har 13 regionala huvudkontor, 79 lokala kontor och fem servicecentrar runt om i landet.